# 密度差
密度差（Density contrast）是一種解釋是星系和大尺度結構形成的理論，其方程式為:
{\displaystyle \Delta ={\frac {\partial \varrho }{\varrho }}}

一般認為，宇宙是從一團熾熱微小的火球膨脹而成的，這就叫做大霹靂，而理論認為宇宙剛誕生時密度並非完全均勻的，其中有密度比較大和密度比較小的地方，而隨這宇宙的膨脹和冷卻，這些密度比較大的地方 會因為重力比較大而自行塌縮，這樣就會行成星系和大尺度結構。